# Случайна величина
Случайна величина е променлива, чиито стойности представляват числените резултати от някакво случайно явление или експеримент. С други думи, това е числов израз на резултата от случайно събитие.
Случайна величина е тази, която в резултат на проверка ще приеме възможни стойности, предварително неизвестни и зависими от случайни причини, които не могат да бъдат взети предвид предварително.
В математиката и по-специално в теорията на вероятностите и статистиката, случайната величина се използва за моделирането и изучаването на конкретни аспекти, принадлежащи на даден случаен експеримент.
Случайната величина в математиката обикновено се обозначава с буквите {\displaystyle X} или ξ (кси). Ако се определи случайната величина по-стриктно, тогава това е функция {\displaystyle y=} ξ (ω), чиито стойности числено изразяват резултатите ω на случаен експеримент. Едно от изискванията за тази функция е нейната измеримост, която служи за отсяване на онези случаи, когато стойностите на функцията ξ (ω) са безкрайно чувствителни към най-малките промени в резултат от случаен експеримент. Ако {\displaystyle X} е една случайна величина, то тогава функционалните стойности {\displaystyle X(\omega )} се наричат нейни реализации.
Случайните величини могат да бъдат дискретни, непрекъснати или смесени.
Важни характеристики на случайните величини са математическото очакване и дисперсията. 

## Дефиниция
Случайна величина {\displaystyle X} се нарича измеримата функция {\displaystyle X=X(\omega )}, зададена върху вероятностното пространство {\displaystyle (\Omega ,{\mathfrak {A}},P)}, която изобразява множеството на елементарните събития {\displaystyle \Omega }, {\displaystyle \omega \in \Omega }, в множеството на реалните числа {\displaystyle R}..

### Интерпретация на дефиницията
- Една функция {\displaystyle X:\Omega \rightarrow \mathbb {R} } е случайна величина тогава, когато множеството, дефинирано чрез първообраза на функцията {\displaystyle X^{-1}([-\infty ,x])} за всяко {\displaystyle x\in \mathbb {R} } е събитие, т.е. представлява елемент от алгебрата на събитията {\displaystyle {\mathfrak {A}}}.
- Забележете, че случайните величини са функции, а не променливи, както се приема в общия смисъл.
- За случайната величина {\displaystyle X}, вероятностите {\displaystyle P(\{\omega \in \Omega :X(\omega )\leq x\})} са добре дефинирани.

### Означение
- За {\displaystyle X:\Omega \rightarrow \mathbb {R} } и {\displaystyle B\subseteq \mathbb {R} }, събитието {\displaystyle \{\omega \in \Omega :X(\omega )\in B\}} се означава накратко с {\displaystyle \{X\in B\}}.
- Също така за {\displaystyle x\in \mathbb {R} } се използват кратките означения {\displaystyle \{X\leq x\}}, съответно {\displaystyle \{X\in ]-\infty ,x]\}} вместо {\displaystyle \{\omega \in \Omega :X(\omega )\leq x\}}.

## Функция на разпределение на случайна величина
- Функцията на разпределение {\displaystyle F_{X}:\mathbb {R} \rightarrow [0,1]} на една случайна величина {\displaystyle X} върху вероятностното пространство {\displaystyle (\Omega ,{\mathfrak {A}},P)} е дефинирана като [3]

```

  

    

      

        

          
F

          

            
X

          

        

        
(

        
x

        
)

        
=

        
P

        
(

        
{

        
X

        
<

        
x

        
}

        
)

      

    

    
{\displaystyle F_{X}(x)=P(\{X<x\})}

  

.
```

Следователно функцията на разпределение на случайната величина {\displaystyle X} е равна на вероятността стойността на случайната величина {\displaystyle X} да е по-малка от {\displaystyle x}, {\displaystyle x\in R}

## Видове
Случайните величини се разделят на дискретни, непрекъснати и смесени.

### Дискретна случайна величина
Дискретна случайна величина е случайна величина, която в резултат на измерване приема отделни стойности с определени вероятности. Броят на възможните стойности на дискретна случайна величина може да бъде краен или безкраен.
Примери:
- Запис на показанията на скоростомера или измервания на температурата в определени моменти от времето;[1]
- Брой гербове от 10 хвърляния на монета;
- Брой хвърляния на зарче до уцелването на шестица;
- Брой валета измежду 8 карти за игра, избрани случайно измежду от всичките 52.

### Непрекъсната случайна величина
Непрекъсната случайна величина е случайна величина (НСВ), която в резултат на измерване приема всички стойности от определен числов интервал. Броят на възможните стойности на НСВ е безкраен.
За НСВ съществува неотрицателна функция {\displaystyle p(x)}, удовлетворяваща при произволно {\displaystyle x} равенството {\displaystyle P(\omega \mid \xi (\omega )\leq x)=\textstyle \int \limits _{-\infty }^{x}\displaystyle p(z)dz}. Затова се нарича още абсолютно непрекъсната случайна величина.
Примери:
- Измерване на скоростта на движещ се обект или температурата за определен интервал от време;[1]
- Въртяща се част с белег, който застава в хоризонтална посока ({\displaystyle X} = ъгъла на завъртане);
- Височина и тегло на случаен минувач;
- Тегло и обем на произволно взето количество.

### Смесена случайна величина
Смесена случайна величина е случайна величина, чиято кумулативна функция на разпределение (КФР) не е нито дискретна, нито навсякъде непрекъсната. Тя може да се реализира като смес от дискретна случайна величина и непрекъсната случайна величина; в този случай КФР ще бъде среднопретеглената стойност на КФР на съставните компонентните величини.
Пример за случайна променлива от смесен тип би се основавал на експеримент, при който се хвърля монета и след завъртането резултатът от хвърлянето на монетата е само ези. Ако резултатът е тура, {\displaystyle X=-1}; в противен случай {\displaystyle X=} стойността на ъгъла на завъртане, както в предходния пример за НСВ. Има вероятност от 1⁄2 тази случайна величина да има стойност {\displaystyle -1}. Други диапазони от стойности биха имали половината от вероятностите на примера.
Най-общо казано, всяко разпределение на вероятностите на реалната права е смес от дискретна част, сингулярна част и абсолютно непрекъсната част (Теорема за разлагане на Лебег). Дискретната част е концентрирана върху преброимо множество, но това множество може да е плътно (като множеството от всички рационални числа).

## Приложение
Пример за обекти, които изискват използването на случайни величини, за да представят състоянието си, са микроскопичните обекти, описани от квантовата механика. Случайните величини описват събитията на предаване на наследствени характеристики от родителски организми към техните потомци (вижте Закони на Мендел). Случайни са и събитията на радиоактивен разпад на атомни ядра. 
Има редица задачи в математическия анализ и теорията на числата, за които е препоръчително да се разглеждат функциите, включени в техните формулировки, като случайни променливи, дефинирани в подходящи вероятностни пространства.